# George Makdessi
George Makdessi, född 4 februari 1991, är en svensk fotbollsspelare som spelar för United IK. Han är kusin med fotbollsspelaren Louay Chanko.

## Klubbkarriär
Makdessis moderklubb är Assyriska FF. Han började sin seniorkarriär i klubbens reservlag Assyriska FF Ungdom 2009. Han debuterade för Assyriska FF i Superettan 2010.
I januari 2017 värvades Makdessi av Syrianska FC. Säsongen 2020 gick han till division 3-klubben United IK.

## Landslagskarriär
Makdessi spelade tre landskamper för Sveriges U17-landslag under 2008. Han spelade en landskamp för Sveriges U19-landslag under 2010.